# 巴尔德奥维斯波
巴尔德奥维斯波，是西班牙埃斯特雷马杜拉卡塞雷斯省的一个市镇。总面积42平方公里，总人口805人（2001年），人口密度19人/平方公里。